# Judgement2022〜DDT旗揚げ25周年記念大会〜
『Judgement2022～DDT旗揚げ25周年記念大会～』（ジャッジメント2022 ディーディーティーはたあげにじゅうごねんきねんたいかい）日本のプロレス団体DDTプロレスリングによって両国国技館で行われた興行である。

## 試合
| 第一ダークマッチ 15分一本勝負 |                                                         |                                                                                           |
| 松永智充 小嶋斗偉 ●石田有輝 | 11分00秒 サドンデス→片エビ固め                          | 岡田佑介◯ 高鹿佑也 イルシオン                                                             |
| 第二ダークマッチ 時間差入場タッグバトルロイヤル 時間無制限勝負 |                                                         |                                                                                           |
| 出場選手(入場順) ヤス・ウラノ&翔太、橋本友彦&諸橋晴也、藤田ミノル&MJポー、火野裕士&納谷幸男、ゴージャス松野&伊橋剛太、アンドレザ・ジャイアントパンダ&スーパー・ササダンゴ・マシン |                                                         |                                                                                           |
| ◯火野&納谷 | 5分24秒 オーバー・ザ・トップロープ                      | 橋本&諸橋●                                                                                |
| ◯火野&納谷 | 9分4秒 火野のセントーンに怖気づく→ギブアップ勝ち        | 松野●&伊橋                                                                                |
| ◯火野&納谷 | 10分59秒 パンダの2階からの光速ヘッドバットの誤爆→体固め | パンダ&ササダンゴ●                                                                        |
| ◯火野&納谷 | 12分46秒 オーバー・ザ・トップロープ                     | 藤田&MJポー●                                                                              |
| ◯火野&納谷 | 14分28秒 バックドロップ→体固め                          | ウラノ&翔太●                                                                              |
| オープニングマッチ KO-D10人タッグ選手権試合 60分一本勝負 |                                                         |                                                                                           |
| 大鷲透 ●アントーニオ本多 平田一喜 ヨシヒコ （第6代王者） | 8分49秒 スク～ルボ～イ                                  | ポイズン澤田JULIE 佐々木貴 GENTARO MIKAMI◯ タノムサク鳥羽 withナオミ・スーザン (挑戦者組) |
| ※第6代王者組が2度目の防衛に防衛に失敗、澤田組が第7代王者となる。 |                                                         |                                                                                           |
| 第二試合 スペシャルシングルマッチ 30分一本勝負 |                                                         |                                                                                           |
| ◯赤井沙希 | 10分40秒 ケツァル・コアトル                             | 雪妃真矢●                                                                                 |
| 第三試合 DDT旗揚げ25周年記念スペシャルシングルマッチ～ノーDQ「I'm sorry」マッチ 30分一本勝負                                                                                      |                                                         |                                                                                           |
| ◯高木三四郎 | 10分20秒 I'm sorry                                      | 中澤マイケル●                                                                             |
| 第四試合 スペシャルタッグマッチ 30分一本勝負 |                                                         |                                                                                           |
| 木高イサミ ●坂口征夫 | 11分2秒 WR→体固め                                       | 上野勇希◯ 勝俣瞬馬                                                                        |
| 第五試合 LiLiCo引退試合 30分一本勝負 |                                                         |                                                                                           |
| ●LiLiCo 小田井涼平 彰人 with 純烈 | 16分52秒 膝十字固め                                     | 男色“ダンディ”ディーノ◯ 飯野“セクシー”雄貴 今成“ファンタスティック”夢人                   |
| 第六試合 秋山準デビュー30周年記念試合 30分一本勝負 |                                                         |                                                                                           |
| ◯秋山準 大森隆男 | 12分36秒 エクスプロイダー→片エビ固め                    | 樋口和貞 岡谷英樹●                                                                        |
| 第七試合 DDT UNIVERSAL選手権ハードコア3WAYマッチ |                                                         |                                                                                           |
| ●佐々木大輔 （第5代王者） | 19分56秒 スーパーみちのくドライバーⅡ→片エビ固め         | MAO◯ (挑戦者) 葛西純 (挑戦者)                                                             |
| ※第5代王者が5度目の防衛に失敗、MAOが第6代王者となる。 |                                                         |                                                                                           |
| セミファイナル KO-Dタッグ選手権 60分一本勝負 |                                                         |                                                                                           |
| HARASHIMA ●吉村直巳 （第72代王者） | 18分50秒 ハウス・ピアノ・デス                           | クリス・ブルックス◯ 高梨将弘 (挑戦者組)                                                   |
| ※第72代王者組が初防衛に失敗、CDKが第73代王者組となる。 |                                                         |                                                                                           |
| メインイベント ジャパンベーカリーマーケティング presents KO-D無差別級選手権試合 60分一本勝負                                                                                      |                                                         |                                                                                           |
| ●竹下幸之介 （第77代王者） | 46分30秒 バーニングスター・プレス2連発→エビ固め         | 遠藤哲哉◯ （挑戦者）                                                                      |
| ※竹下が3度目の防衛に失敗、遠藤が第78代王者となる。 |                                                         |                                                                                           |
| ※勝者には賞金100万円が贈呈されます。 |                                                         |                                                                                           |